# Casoretto
Casoretto (Casorett in dialetto milanese, IPA: [kazuˈrɛt]) è un quartiere  di Milano, situato ad est del centro cittadino, appartenente al Municipio 2 di Milano e al NIL n. 20 "Loreto, Casoretto, NoLo”. 
Un tempo frazione e propaggine del comune dei Corpi Santi di Milano, con una parte marginale su Lambrate, si sviluppa attorno all'omonima via Casoretto e alla chiesa di Santa Maria Bianca della Misericordia, conosciuta semplicemente come "abbazia di Casoretto". 
Localizzato a nord del quartiere Città Studi, si differenzia da quest'ultimo per il carattere più popolare. Casoretto confina a est con Lambrate, Quartiere Feltre e il parco Lambro, a nord-est con Cimiano, a nord con Rottole e Nolo, e ad ovest con Loreto.

## Storia
Fino all’inizio del 1900 la zona era caratterizzata da cascine e campi coltivati. Il territorio era agricolo e non esistevano nuclei abitativi di rilievo, se non alcune cascine e qualche edificio attorno all'Abbazia del Casoretto.
La zona ottenne una maggiore identità nel 1903 quando la vecchia abbazia, secolarizzata da oltre un secolo, fu convertita in una parrocchia staccata da Turro.
Nel 1975 è stato fondato il centro sociale Leoncavallo e in una traversa di via Casoretto, via Mancinelli, nel marzo 1978 furono uccisi Fausto e Iaio, militanti e frequentatori dello stesso. Sempre negli anni di piombo, in viale Lombardia fu ucciso l'avvocato Enrico Pedenovi, consigliere provinciale dell'MSI.

## "Il Casoretto" e il dialetto milanese
Secondo l'uso del dialetto milanese il nome del quartiere è sempre preceduto dall'articolo determinativo, per cui per tutti è "Il Casoretto", al milanese El Casorett.
Per analogia la chiesa al centro del quartiere, quella di Santa Maria Bianca in via Casoretto, è definita come la "abbazia di Casoretto", anche se il nome corretto è chiesa di Santa Maria Bianca della Misericordia. 

## Trasporti
A Casoretto non sono presenti stazioni delle metropolitana di Milano. Tuttavia, subito al di fuori del perimetro del quartiere, troviamo le linee M1 ed M2 con le stazioni di Pasteur, Loreto, Piola, Lambrate FS e Udine.
La stazione ferroviaria più vicina è Lambrate.
Casoretto è servita da diverse linee di autobus e tram, oltre al servizio notturno di Radiobus con la linea Q55.